# Stephen Feraday
Stephen Feraday, född 5 april 1959, är en friidrottare från Kanada. Han deltog vid olympiska sommarspelen 1988 och olympiska sommarspelen 1992.